# III Macabeos
El Tercer libro de los Macabeos, también conocido como 3 Macabeos, III Macabeos, y 3º de Macabeos, es un libro canónico para la Iglesia Ortodoxa, aunque los judíos y el resto de cristianos (católicos y protestantes) lo consideran como no canónico.
Este libro fue escrito probablemente por Simón II, algún tiempo después de los eventos que describe; pero su uso en la Iglesia Ortodoxa también podría sugerir que se compuso antes del siglo I d. C.
San Atanasio de Alejandría lo denominó al libro como una historia de los judíos "Ptolemaicos" (que es más exacto que el apelativo Macabeos). El pionero en traducción bíblica al español americano de la Septuaginta, el Padre Guillermo Jünemann lo tradujo al español y lo colocó como Apéndice al Antiguo Testamento junto a I Esdras.

## Sinopsis
Su contenido no tiene nada que ver con la Revuelta de los Macabeos frente al Imperio Seléucida en el siglo II a. C. (como se muestra en 1 y 2 Macabeos), sino que trata de la persecución de los judíos por Tolomeo IV Filopátor, rey heleno de Egipto, a fines del siglo III a. C.. Sólo son resaltados el sacerdote Eleazar, tenido por varón notable (Capítulo 6), y el sumo sacerdote Simón II (Capítulo 2), rememorado más tarde en Sirácida 50.
Tras la victoria lágida sobre los seléucidas de Antíoco III Megas en la Batalla de Rafia (217 a. C.), Tolomeo IV visitó Jerusalén y el Segundo Templo. Sin embargo, las leyes judías le impedían entrar, por lo que volvió a Alejandría odiando a los judíos. Allí reunió a la comunidad judía para matarlos en el hipódromo de Schedia (Guiza). Tolomeo IV decidió matarlos aplastándolos con elefantes; pero las intervenciones de Dios volvieron a salvar la vida a los judíos.
Había ordenado que 500 elefantes sean emborrachados para enfurecerlos y meterlos en el hipódromo. Sin embargo, la ejecución se ve frustrada, ya que Dios primero hace que Ptolomeo se quede dormido, y luego hace que se olvide milagrosamente de su ira contra los judíos. Ptolomeo finalmente intenta llevar a los elefantes y su propio ejército al hipódromo para matar a los judíos personalmente, pero después de una apasionada oración de Eleazar, Dios envía a dos ángeles que lo impiden.
Ptolomeo olvida repentinamente su enojo con los judíos y los honra con varias inmunidades y un banquete, con varias fechas que se establecen como festivales conmemorativos. Los judíos piden y reciben permiso para regresar a casa y matar a todos los judíos que eligieron abandonar su fe para salvarse. El libro incluye una carta, ostensiblemente de Ptolomeo, en este sentido. Finalmente, el soberano egipcio los deja regresar a casa.

## Autor
Los críticos coinciden en que el autor de este libro fue un judío versado y piadoso que escribió en griego. En estilo, el autor es propenso a construcciones retóricas y un estilo un tanto grandilocuente, con un gran conocimiento alejandrino. Los temas del libro son muy similares a los de la Carta de Aristeas. El trabajo comienza abruptamente, llevando a muchos a pensar que en realidad es un fragmento de un trabajo más largo ahora perdido.

## Historicidad
Algunas partes de la historia, como los nombres de los judíos que ocupan todo el papel en Egipto, no pueden ser probadas o refutadas definitivamente, y muchos estudiosos solo están dispuestos a aceptar la primera sección como teniendo una base histórica. Flavio Josefo señala que muchos judíos fueron condenados a muerte en Alejandría bajo el reinado de Ptolomeo VIII (146-117 a. C.) debido a su apoyo a Cleopatra II, y esta ejecución fue llevada a cabo por elefantes intoxicados. Esta puede ser la base histórica de la relación de 3 Macabeos, y el autor lo ha transferido a un período de tiempo anterior, agregando una conexión histórica a Jerusalén (si esta teoría fuese correcta).
Otra teoría sobre la base histórica del libro fue desarrollada por Adolf Büchler en 1899. Él sostuvo que el libro describe la persecución de los judíos en la región de Fayum, en Egipto. Los judíos de Celesiria cambiaron bruscamente la lealtad de Egipto a Siria en el 200 a. C. como consecuencia de la victoria seléucida en la quinta guerra siria. Büchler argumentó que el cambio puso a los judíos egipcios bajo sospecha ahora que el Templo de Jerusalén estaba dirigido por un Sumo Sacerdote que respondía a los seléucidas rivales, lo que provocó una persecución en Egipto.